# 秋葉長正
秋葉 長正（あきは ちょうせい  1911年4月3日 - 1978年5月12日）は、日本の日本画家。本名、秋葉武。風景画を得意とした。

## 経歴
1911年、千葉県茂原市に生まれる。1933年、川端画学校を卒業して山口蓬春に師事。1941年、第4回新文展（現在の日展の前身）に『三月堂』初入選。以後、日展を中心に出品を重ね1954年と1963年の日展では特選に選ばれた。さらに1966年の第9回日展では『天平の瓷』が菊華賞となった。
1978年5月12日、胃潰瘍のため東京都狛江市の自宅で死去。67歳。

## その他
- 出身地にある茂原市立美術館に『月鶉』（1976年）、『夕景』（正昨年不明）が収蔵されている。